# Амелина, Лайма Леоновна
Ла́йма Лео́новна Аме́лина (урождённая Балайшите, род. 3 января 1948, Вильнюс, Литовская ССР) — советская спортсменка, игрок в настольный теннис, чемпионка мира в команде 1969 года, пятикратная чемпионка СССР. Мастер спорта международного класса СССР.

## Биография
Родилась в семье тренера по настольному теннису Брониславы Балайшене. Есть старший брат Римас (Rimgaudas Balaiša) — президент федерации настольного тенниса Литвы.
Сейчас Л. Л. Амелина-Балайшите проживает в Москве. Замужем за капитаном сборной СССР по настольному теннису Анатолием Амелиным, у них трое детей и две внучки.
Л. Л. Балайшите — автор книги «От семи до…» (1984), является соавтором обучающих DVD программ по настольному теннису «В гостях у Лаймы и Анатолия Амелиных» (1999), «Уроки Анатолия Амелина» (1997—1998).

## Теннисная карьера
Лайма с детства отличалась хорошей теннисной подготовкой. В 11 лет на II Спартакиаде народов СССР она заняла 4-е место в женском турнире по настольному теннису, а три года спустя стала чемпионкой СССР.
На чемпионате мира в Мюнхене, в 1969 году в составе женской сборной команды СССР завоевала золотую награду.